# Air Supply (album 1985)
Air Supply è l'ottavo album in studio del gruppo rock australiano Air Supply, pubblicato nel 1985. Si tratta del secondo album eponimo dopo l'album di debutto del 1976.

## Tracce
1. Just as I Am – 4:46
2. The Power of Love – 5:22
3. After All – 3:40
4. I Wanna Hold You Tonight – 3:45
5. Make It Right – 3:48
6. When the Time Is Right – 4:51
7. Sandy – 4:17
8. Great Pioneer – 4:11
9. Black and Blue – 3:58
10. Sunset – 2:49
11. Never Fade Away – 4:40
12. I Can Wait Forever – 5:10